# Карси (Лодзинське воєводство)
Карси (пол. Karsy) — село в Польщі, у гміні Кобелі-Великі Радомщанського повіту Лодзинського воєводства.
Населення — 146 осіб (2011).
У 1975-1998 роках село належало до Пйотрковського воєводства.

## Демографія
Демографічна структура станом на 31 березня 2011 року:
|          | Загалом | Допрацездатний вік | Працездатний вік | Постпрацездатний вік |
| -------- | ------- | ------------------ | ---------------- | -------------------- |
| Чоловіки | 67      | 11                 | 46               | 10                   |
| Жінки    | 79      | 25                 | 34               | 20                   |
| Разом    | 146     | 36                 | 80               | 30                   |